# Imatra (film)
Imatra è un film del 2007 diretto da Corso Salani.
Si tratta di un falso documentario, o commistione di fiction e documentario, nella versione a durata piena del terzo capitolo della serie di sei intitolata Confini d'Europa (2006-2007) (segue Ceuta e Gibilterra e Rio de Onor, precede Tusli, Chişinău e Yotvata). È un viaggio nell'Unione europea che si conclude però significativamente in un kibbutz israeliano.
Presentato in concorso nella sezione Cineasti del Presente del Festival di Locarno 2007, ha ricevuto il Premio speciale della giuria Ciné Cinéma.

## Trama
Il regista italiano Corso Salani riceve l'incarico di girare un documentario sulla cittadina finlandese di Imatra, alla frontiera con la Russia, al di là della quale è situata la "gemella" Svetogorsk. Proprio qui, lontano da tutto, si è stabilita Blanca, una giovane spagnola che insegna la propria lingua al locale Istituto Politecnico, con la quale aveva avuto in passato una tormentata relazione.
Mentre tenta di realizzare il documentario, interessandosi, in particolare, della principale attività industriale, un'industria cartiera, e dei rapporti con i vicini russi, Corso sfrutta l'occasione per tentare di avvicinarla nuovamente, ma lei è ostile, scostante, gli dice esplicitamente che «lasciarti è la cosa migliore che ho fatto nella mia vita», così come in precedenza aveva reagito malissimo ricevendo da lui un video di montaggio dei migliori momenti della loro storia sentimentale, che aveva trovato artificioso e manipolatorio.
Poco a poco però Blanca si fa coinvolgere nel lavoro del compagno di un tempo, diventa addirittura la traduttrice e intervistatrice del documentario. Per qualche giorno i due ritrovano una certa complicità, ma questi pochi giorni insieme non possono far rinascere un amore ormai finito.

## Distribuzione
Il film è stato distribuito in DVD nel giugno 2008 da Donzelli editore, corredato da un libro scritto dallo stesso Salani.

## Riconoscimenti
- 2007 - Festival di Locarno
  - Premio speciale della giuria Ciné Cinéma.